# Gedeblad
Gedeblad (Lonicera), også kaldet kaprifolie eller kaprifolium (af latin caper 'buk' og folium 'blad') er en planteslægt som er udbredt i Nordamerika, Europa og Østasien med hen ved 200 arter af stedsegrønne eller løvfældende buske og lianer. De har modsatte, helrandede blade. Blomsterne er 5-tallige og sidder enten parvist ved bladhjørnerne eller i endestillede stande, der er støttet af højblade. Bægerbladene er rør- eller bægerformet sammenvoksede, og det samme er sket med kronbladene, der danner et langt eller meget langt kronrør, der har to eller fem lapper ved mundingen. Ved blomstens åbning spaltes kronbladene, sådan at de fire øverste tilsammen danner én læbe, mens den enlige, nederste danner en anden. Frugterne er bær, der sidder enkeltvis eller to sammen.
| Beskrevne arter |

- Almindelig gedeblad (Lonicera periclymenum), Vedvindel, Vild kaprifolie
- Blåfrugtet gedeblad (Lonicera caerulea)
- Californisk gedeblad (Lonicera ledebourii)
- Dunet gedeblad (Lonicera xylosteum)
- Henrys gedeblad (Lonicera acuminata) – navnet er rettet fra L. henryi den 5. september 2007 af botanikere hos United States Department of Agriculture: Agricultural Research Service (ARS)[2]
- Ligustergedeblad (Lonicera pileata)
- Myrtegedeblad (Lonicera nitida)
- Syrenblomstret gedeblad (Lonicera syringantha)
- Tatarisk gedeblad (Lonicera tatarica)
- Ægte kaprifolie (Lonicera caprifolium)

| Beskrevne hybrider |

- Lonicera x tellmanniana

| Andre arter |

| - Lonicera acuminata - Lonicera affinis - Lonicera albiflora - Lonicera alpigena - Lonicera alseuosmoides - Lonicera altmannii - Lonicera arborea - Lonicera arizonica - Lonicera asperifolia - Lonicera bracteolaris - Lonicera canadensis - Lonicera caucasica - Lonicera chaetocarpa - Lonicera chamissoi - Lonicera chrysantha - Lonicera ciliosa - Lonicera confusa - Lonicera dasystyla - Lonicera demissa - Lonicera dioica | - Lonicera discolor - Lonicera etrusca - Lonicera ferdinandi - Lonicera flava - Lonicera floribunda - Lonicera fragrantissima - Lonicera fuchsioides - Lonicera glabrata - Lonicera gracilipes - Lonicera gynochlamydea - Lonicera heteroloba - Lonicera heterophylla - Lonicera hispida - Lonicera hispidula - Lonicera hypoglauca - Lonicera hypoleuca - Lonicera iberica - Lonicera implexa - Lonicera interrupta - Lonicera involucrata | - Lonicera japonica - Lonicera javanica - Lonicera koehneana - Lonicera korolkowii - Lonicera lanceolata - Lonicera longa - Lonicera maackii - Lonicera macrantha - Lonicera maximowiczii - Lonicera microphylla - Lonicera morrowii - Lonicera myrtillus - Lonicera nervosa - Lonicera nigra - Lonicera nummulariifolia - Lonicera oblongifolia - Lonicera obovata - Lonicera oresbia - Lonicera orientalis - Lonicera praeflorens | - Lonicera prostrata - Lonicera pyrenaica - Lonicera quinquelocularis - Lonicera ramosissima - Lonicera reticulata - Lonicera rupicola - Lonicera ruprechtiana - Lonicera saccata - Lonicera sempervirens - Lonicera similis - Lonicera spinosa - Lonicera standishii - Lonicera stephanocarpa - Lonicera subsessilis - Lonicera subspicata - Lonicera tatarinovii - Lonicera tatsienensis - Lonicera tenuipes - Lonicera tomentella - Lonicera tragophylla | - Lonicera trichopoda - Lonicera trichosantha - Lonicera utahensis - Lonicera webbiana |

Note
1. ↑  Ifølge Den Danske Ordbog: http://ordnet.dk/ddo/ordbog?query=kaprifolie
2. ↑  GRIN: Lonicera acuminata (engelsk)